# 布里德靈頓小修道院
布里德靈頓小修道院（Priory Church of St. Mary, Bridlington）是英國英格蘭東約克郡布里德靈頓的一座教區教堂，始建於1113年。在1951年，布里德靈頓小修道院被列入英國的一級登錄建築。布里德靈頓小修道院也是英國規模較大的教區教堂之一。